# پول تایت آلاباما
پول تایت آلاباما (به انگلیسی: Pull Tight) یک منطقهٔ مسکونی در ایالات متحده آمریکا است که در شهرستان ماریون، آلاباما واقع شده‌است. پول تایت آلاباما ۱۸۵٫۰۲ متر بالاتر از سطح دریا قرار دارد.